# Resolució 1056 del Consell de Seguretat de les Nacions Unides
La Resolució 1056 del Consell de Seguretat de les Nacions Unides, adoptada per unanimitat el 29 de maig de 1996, després Reafirmant totes les resolucions anteriors sobre el Sàhara Occidental, el Consell va examinar el Pla de Regularització per al Sàhara Occidental, incloent la suspensió de la identificació del procés de votació, i va estendre el mandat de la Missió de Nacions Unides pel Referèndum al Sàhara Occidental (MINURSO) fins al 30 de novembre de 1996.
El Consell de Seguretat ha destacat la importància de l'alto el foc com a part del pla de pau de les Nacions Unides. Malgrat les dificultats, actualment hi ha més de 60.000 votants per al referèndum d'autodeterminació. Per avançar el procés, el Consell va declarar que les dues parts tenien una visió per al període després del referèndum.
Un cop més, el Consell va reafirmar el seu compromís amb la celebració d'un referèndum d'autodeterminació per al poble del Sàhara Occidental, en concordància amb el pla de Regularització. Ha lamentat que les parts no vulguin cooperar amb la MINURSO per permetre la plena identificació dels votants i, per tant, el procés ha estat suspès. La resolució és d'acord amb la recomanació del secretari general Boutros Boutros-Ghali que el component militar de la MINURSO es redueixi en un 20%, ja que això no afectaria a la capacitat operativa de la força de pau. El Consell de Seguretat es va mostrar satisfet que les parts compleixin amb alto el foc i els convida a mostrar llur bona voluntat amb l'alliberament de presos política i accelerar l'aplicació del pla de pau.
La proposta del secretari general de mantenir una oficina política per continuar el diàleg entre les parts va ser recolzada. Després d'estendre el mandat de la MINURSO fins al 30 de novembre de 1996, el Consell amenaça que si no hi ha progressos entre Marroc i el Polisario es considerarien més reduccions en la MINURSO. Tanmateix la represa del procés d'identificació seria compatible si hi ha progressos. Finalment, la resolució va concloure sol·licitant al secretari general que presenti un informe sobre l'aplicació de la resolució el 10 novembre de 1996.